# رنتسو روسو (کارآفرین)
رنتسو روسو (ایتالیایی: Renzo Rosso؛ ‏تلفظ در ایتالیایی: [ˈrɛntso]؛ ‏ زادهٔ ۱۵ سپتامبر ۱۹۵۵) کارآفرین، سرمایه‌دار و طراح مد اهل ایتالیا است، که هم‌اکنون به‌عنوان مدیرعامل گروه اوتی‌بی فعالیت می‌کند.